# تجاوز به بلژیک
تجاوز به بلژیک مجموعه‌ای از جنایات جنگی سیستماتیک، به ویژه کشتار جمعی و تبعید، توسط سربازان آلمانی علیه غیرنظامیان بلژیکی در طول تهاجم و اشغال بلژیک در طول جنگ جهانی بود.
بی‌طرفی بلژیک توسط معاهده لندن در سال ۱۸۳۹ که توسط پروس امضا شده بود تضمین شده بود. با این حال، طرح شلیفن آلمان مستلزم آن بود که نیروهای مسلح آلمان از طریق بلژیک پیشروی کنند (در نتیجه بی‌طرفی آن را نقض کردند) تا از ارتش فرانسه که در شرق فرانسه متمرکز شده بود، پیشی بگیرند. صدراعظم آلمان، تئوبالت فون بتمان-هالوگ، معاهده ۱۸۳۹ را به عنوان یک «کاغذ پاره» رد کرد. طول جنگ، ارتش آلمان به‌طور سیستماتیک درگیر جنایات متعددی علیه جمعیت غیرنظامی بلژیک، از جمله تخریب عمدی اموال غیرنظامیان شد. سربازان آلمانی بیش از ۶۰۰۰ غیرنظامی بلژیکی را به قتل رساندند و ۱۷۷۰۰ نفر در جریان اخراج، تبعید، حبس یا احکام اعدام توسط دادگاه جان خود را از دست دادند. سیم مرگ، که توسط ارتش آلمان برای کشتن غیرنظامیانی که سعی در فرار از اشغال داشتند، برای کشتن بیش از ۳۰۰۰ غیرنظامی بلژیکی استفاده شد و ۱۲۰۰۰۰ نفر مجبور به کار اجباری شدند و به آلمان تبعید شدند. نیروهای آلمانی تنها در سال ۱۹۱۴ ۲۵۰۰۰ خانه و ساختمان دیگر را در ۸۳۷ جامعه ویران کردند و ۱٫۵ میلیون بلژیکی (۲۰٪ از کل جمعیت) از ارتش مهاجم آلمان گریختند.: ۱۳ 